# کیک پیاز
کیک پیاز یک کیک خوشمزه یا شیرین است که با استفاده از پیاز به عنوان ماده اصلی تهیه می‌شود. انواع مختلفی از کیک‌های پیاز در کانادا، چین، آلمان، کره، سوئیس، ولز و سایر کشورها مصرف می‌شود. چندین نوع و گونه از کیک‌های پیاز وجود دارد، از جمله لاوبینگ، پاجئون، پنکیک پیازچه، کیک پیاز سبز به سبک ادمونتون، تیسن نیونود و زویبلکوشن.

## بررسی
کیک پیاز با استفاده از پیاز به عنوان ماده اصلی به همراه سایر مواد معمولی کیک تهیه می‌شود. استفاده از پیاز پخته می‌تواند تندی طعم پیاز را در کیک پیاز کاهش دهد. سیب‌زمینی یا بیکن نیز ممکن است به عنوان ماده اصلی در کیک پیاز استفاده شود. مواد اضافی می‌تواند شامل پنیر کاتیج و خامه ترش باشد. انواع مختلفی از کیک‌های پیاز در چین، آلمان، سوئیس، ولز و سایر کشورها مصرف می‌شود.
در آشپزی چینی، کیک پیاز ممکن است با استفاده از پیازچه تهیه شود (که به آن پیاز بهاری نیز گفته می‌شود). یک کیک پیاز چینی پایه می‌تواند شامل آرد، چربی خوک، پیاز بهاری و نمک باشد.

## گونه‌ها

### کیک پیاز سبز به سبک ادمونتون
یک نوع از پنکیک پیاز بهاری چینی که توسط سرآشپز سیو تو محبوب شده است، به یک تخصص محلی در ادمونتون، کانادا تبدیل شده است. دو نوع وجود دارد: یکی با شکل معمولی پنکیک گرد و دیگری با سوراخی در وسط. تو محبوبیت اولیه کیک‌های پیاز سبز خود را به تعداد زیاد مهاجران تایوانی در این منطقه نسبت می‌دهد.

### لاوبینگ

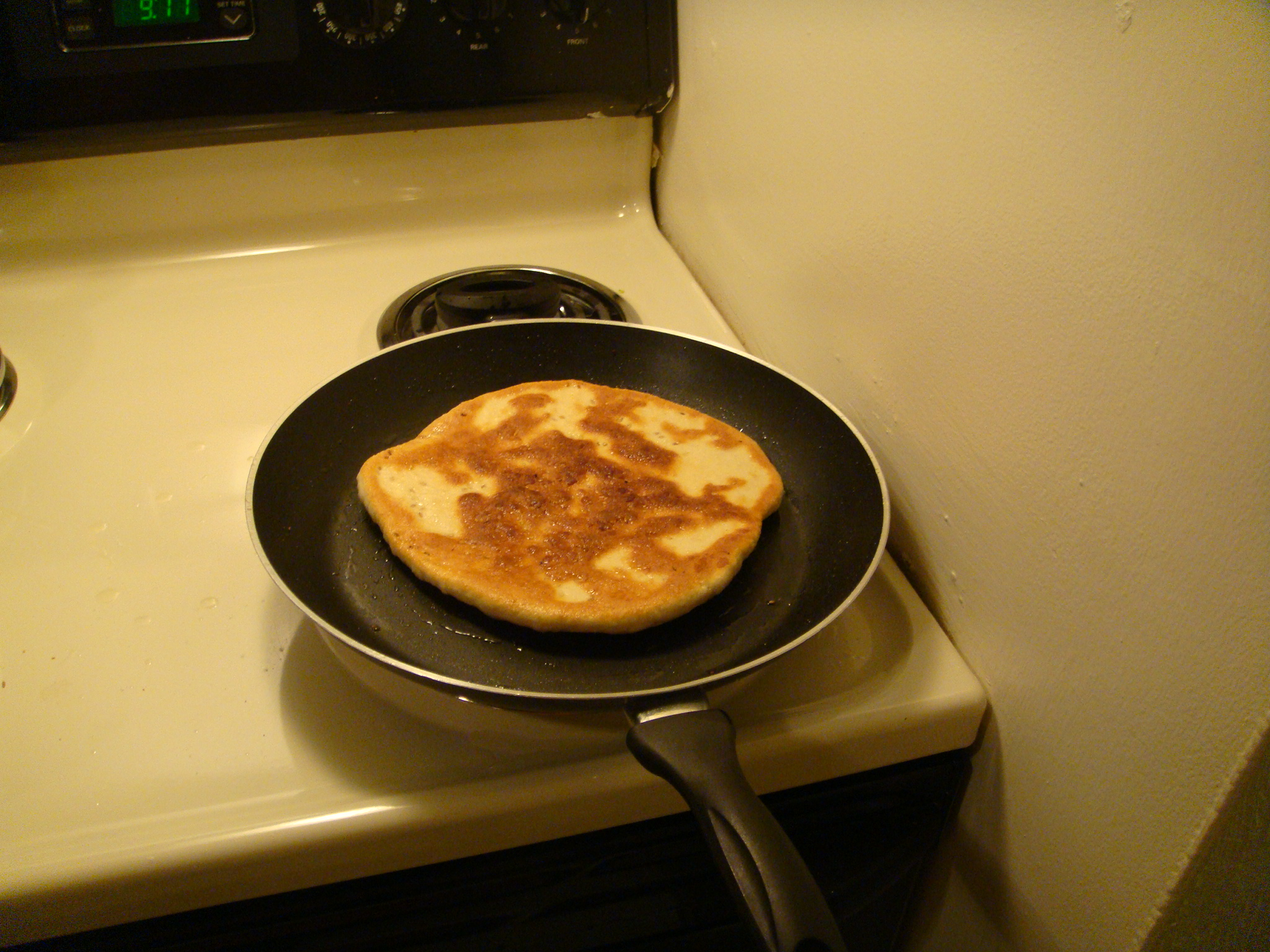
لاوبینگ، یک پنکیک سنتی چینی، تهیه شده با آرد، نمک، تخم‌مرغ، پیازچه و سایر ادویه‌ها

لاوبینگ یک پنکیک یا نان تخت بدون خمیر در آشپزی چینی است که با آرد، آب و نمک تهیه می‌شود. پیازچه ممکن است به عنوان یک ماده اصلی اضافی استفاده شود و گاهی پیازچه به عنوان یک غذای جانبی با لاوبینگ سرو می‌شود.

### پاجئون
پاجئون یک جئون خوشمزه (پنکیک) در آشپزی کره‌ای است که با خمیری از آرد، تخم‌مرغ و پیازچه یا تره تهیه می‌شود. آرد برنج نیز ممکن است استفاده شود، به همراه مواد اضافی مانند غذاهای دریایی، گوشت خوک و گوشت گاو. پاجئون دونگ‌نه با استفاده از پیازچه و غذاهای دریایی تهیه می‌شود.

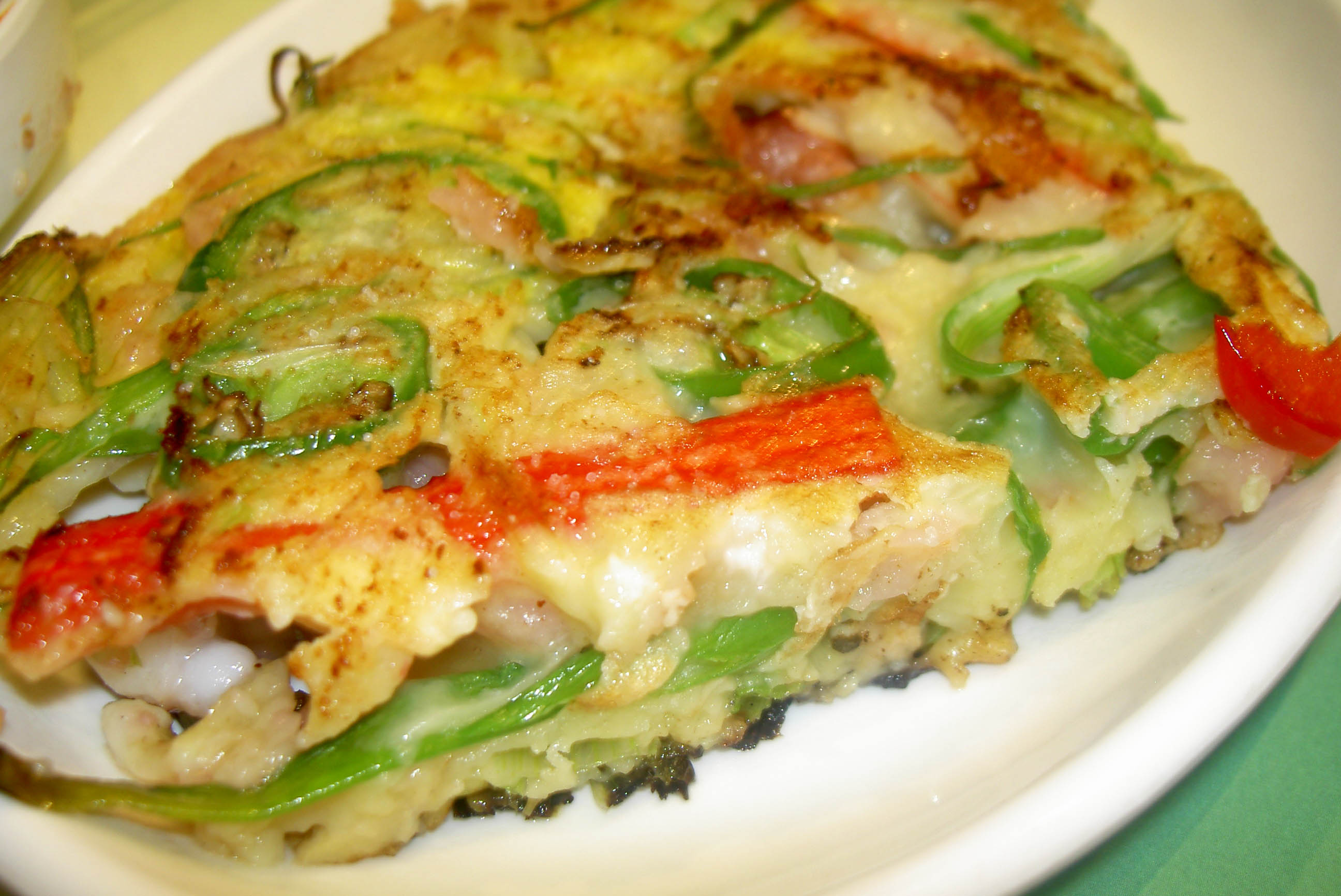
پاجئون هیمول یک نوع از پاجئون در آشپزی کره‌ای است که با آرد، پیازچه و غذاهای دریایی تهیه می‌شود.

### پنکیک پیازچه

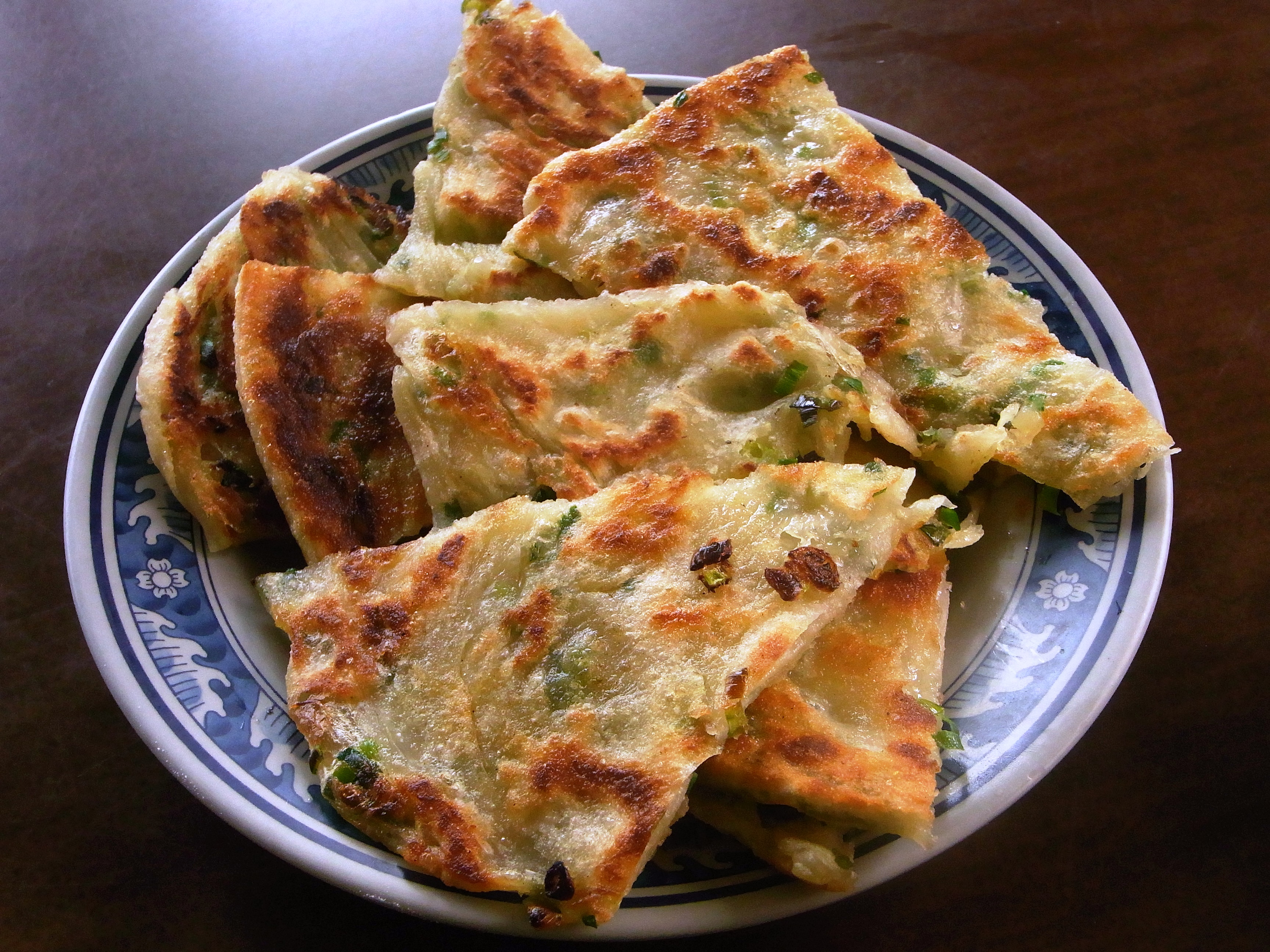
پنکیک پیازچه

یک پنکیک پیازچه یک پنکیک چینی یا نان تخت بدون خمیر است که با استفاده از پیازچه به عنوان ماده اصلی تهیه می‌شود. معمولاً با استفاده از خمیر تهیه می‌شود، اگرچه برخی از آن‌ها از خمیر تهیه می‌شوند. پنکیک پیازچه یک غذای سنتی در شانگهای، چین است و یک غذای رایج در سرتاسر کشور است. در چین، معمولاً از پیازچه تازه در تهیه این غذا استفاده می‌شود. پیازچه ممکن است قبل از اضافه شدن به خمیر سرخ شود.

### تیسن نیونود
تیسن نیونود یک کیک پیاز ولزی است که با پیاز، سیب‌زمینی، کره، عصاره گوشت، نمک و فلفل تهیه می‌شود.

### زویبلکوشن
زویبلکوشن یک کیک یا تارت پیاز آلمانی است که با پیاز بخارپز، بیکن، خامه و دانه‌های کاراوی روی خمیر خمیر یا خمیر مایه تهیه می‌شود.

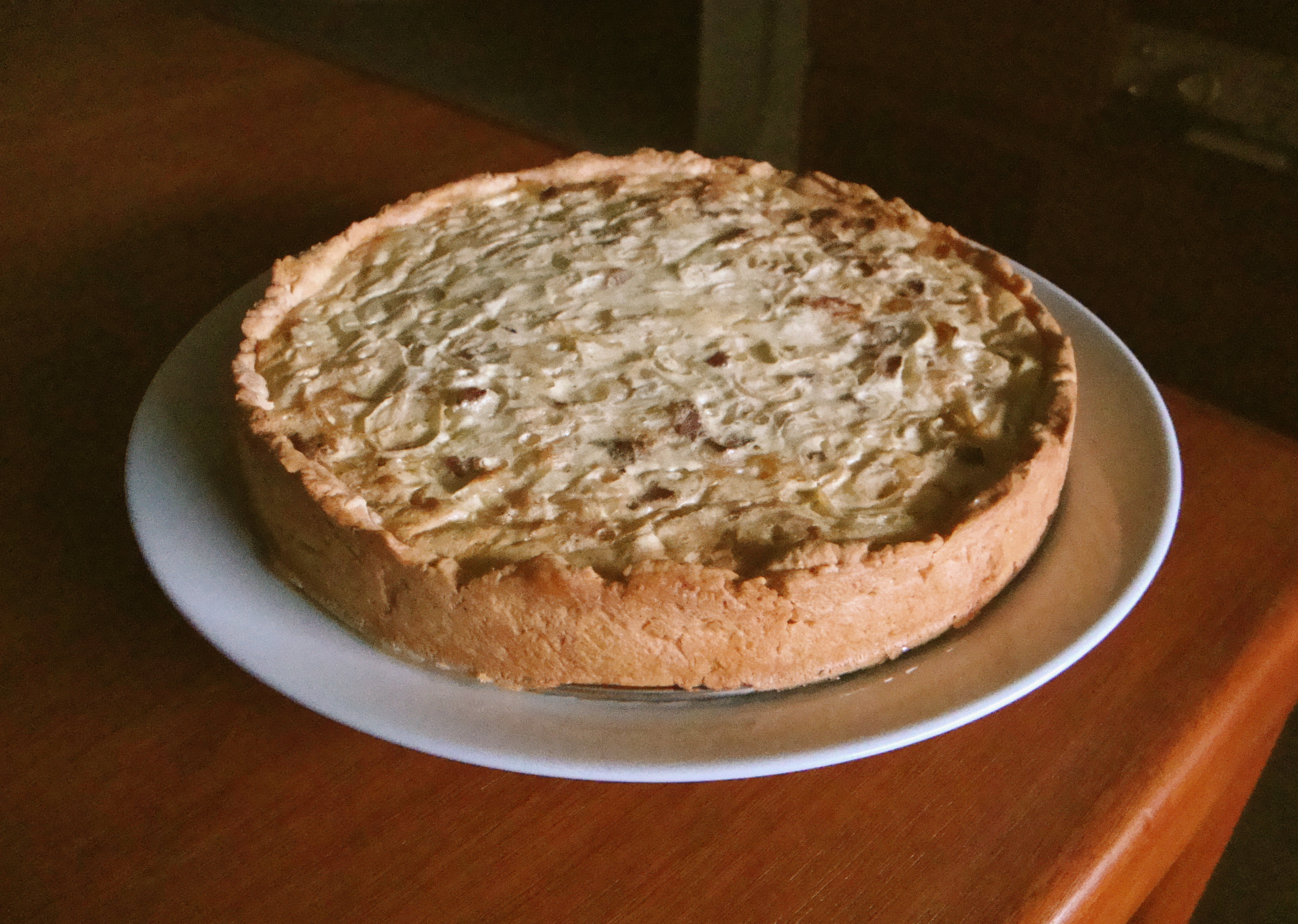
زویبلکوشن پخته شده در سینی
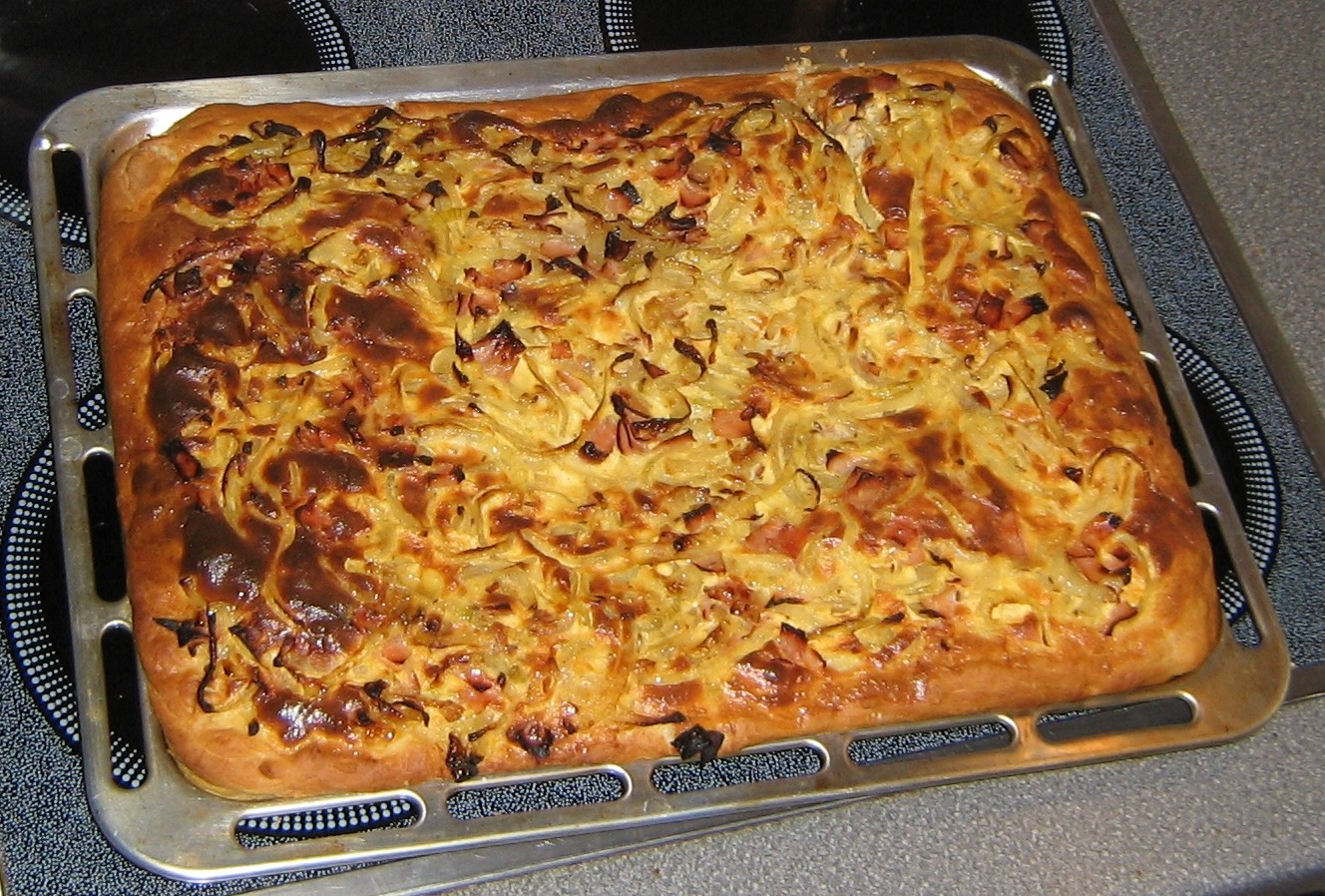
زویبلکوشن به سبک دیپ‌دیش